# Dendrophidion
Dendrophidion är ett släkte av ormar. Dendrophidion ingår i familjen snokar.
Släktets medlemmar är med en längd upp till 75 cm små och smala. De förekommer från Mexiko över Centralamerika och norra Sydamerika till Bolivia. Dessa ormar vistas främst i fuktiga skogar i låglandet. De lever på marken eller klättrar i träd. Födan utgörs av grodor, ödlor och gnagare. Honor lägger antagligen ägg.
Arter enligt Catalogue of Life:
- Dendrophidion bivittatus
- Dendrophidion boshelli
- Dendrophidion brunneus
- Dendrophidion dendrophis
- Dendrophidion nuchale
- Dendrophidion paucicarinatus
- Dendrophidion percarinatus
- Dendrophidion vinitor

The Reptile Database listar ytterligare sju arter:
- Dendrophidion apharocybe
- Dendrophidion atlantica
- Dendrophidion clarkii
- Dendrophidion crybelum
- Dendrophidion graciliverpa
- Dendrophidion prolixum
- Dendrophidion rufiterminorum